# Fundación Euro-mediterránea Anna Lindh para el Diálogo entre las Culturas

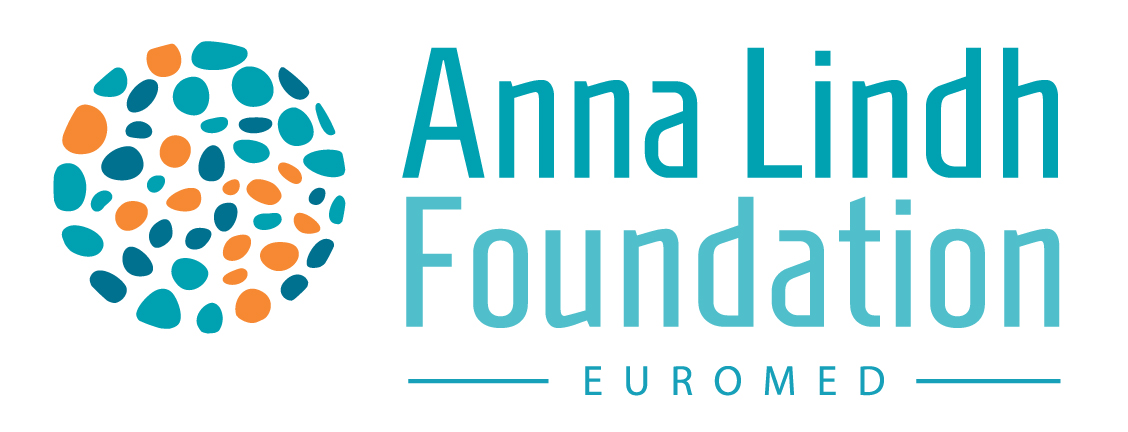
Logo de la fundación Anna Lindh.

La Fundación Euro-mediterránea Anna Lindh para el Diálogo entre las culturas es una red de organizaciones de la sociedad civil dedicada a promover el diálogo intercultural en la región mediterránea.
Fue creada en 2005 por los gobiernos del Partenariado Euro-mediterráneo, un acuerdo político celebrado en 1995 entre la Unión Europea y Argelia, Marruecos, Túnez, Egipto, Jordania, Líbano, Palestina, Israel, Siria y Turquía. Toma el nombre de Fundación Anna Lindh en honor de la ministra de Exteriores sueca asesinada en 2003. 
La sede de la Fundación se encuentra en Alejandría, Egipto.
En 2008, André Azoulay fue elegido presidente de la Fundación.